# Medalla Operaciones en Combate de la Armada Argentina
La Medalla Operaciones en Combate de la Armada Argentina es una distinción  otorgada por la Armada Argentina a las fuerzas, unidades y al personal militar por destacarse individualmente más allá de lo que exige el deber, poniendo en riesgo su vida, por acciones de arrojo o fortaleza durante el cumplimiento de una misión de combate en acontecimientos que revistan carácter de guerra o crisis internacional.
Entre sus beneficiarios se destacan los que lucharon en la guerra por la reivindicación territorial de las islas Malvinas, Islas Georgias del Sur y Sandwich del Sur, en las acciones bélicas del 2 de abril al 14 de junio de 1982.